# フィンカンティエリ550型コルベット
フィンカンティエリ550型コルベット（イタリア語: corvette Fincantieri Tipo 550）は、イタリアのフィンカンティエリ社が開発したコルベットのシリーズ。
イラク海軍・リビア海軍・エクアドル海軍の発注によって16隻が建造された。なおイラク海軍の発注分については、イラクのクウェート侵攻・湾岸戦争を受けた国連の禁輸措置によって引渡しが不可能になったため、のちにこのうちの4隻をマレーシア海軍が購入して就役させている。

## 来歴
リビア海軍は、1974年に本型4隻を発注し、本型の最初のオペレータとなった。これによって建造されたのがワディ・ムラク級である。ネームシップは1977年に進水したものの、海上公試の長期化のために竣工は遅延し、2番艦は1978年4月に進水していたにもかかわらず、就役は1980年2月までずれ込むことになった。なお、これらの艦は、1983年に一括して改名している。
エクアドル海軍は1978年に本型6隻を発注し、これによって建造されたのがエスメラルダス級である。ネームシップは1979年9月27日に起工されて、建造が開始された。これらは1982年8月から1984年5月にかけて順次に就役した。なお4番艦「エル・オロ」は1985年4月18日の火災事故でかなりの損傷を受けたが、1987年までに修理を完了して復帰している。
1981年、イラク海軍は本型6隻を発注した。このうち4隻は対水上火力重視の対艦型、2隻はヘリコプターを搭載した発展型とされた。これらはいずれも1986年から1987年にかけて就役したものの、戦時規制を理由としてイラクへの回航は行われず、イタリア国内に留め置かれた。さらに1990年代に入ると湾岸危機が発生、イラクへの全面禁輸措置を求める国際連合安全保障理事会決議661の採択を受けて、売却は不可能となった。
1995年10月、マレーシア政府は、フィンカンティエリ社より2隻のミサイル・コルベットを購入する契約を締結し、1997年にはさらに2隻の追加契約も成立した。これらはいずれも対艦型であったが、マレーシア海軍の要請に従った改正を受けたうえで、1997年よりラクシュマナ級として順次に就役を開始した。
一方、ヘリコプター搭載型2隻については、2013年現在もイタリア国内にとどめ置かれている。2003年のイラク戦争によってイラク第三共和政が崩壊し、同年の国際連合安全保障理事会決議1483で輸出禁止措置が解除されたことから、新生イラク海軍への引渡しも検討されたものの、保管状態が不良であったことから、これは難航した。その後、2014年に入って、フィンカンティエリ社が艦を修復し、イラク海軍へ引き渡すことで双方が合意した。

## 設計
船体は平甲板船型を採用しており、隔壁によって10個に区画されていて、3区画までの浸水に耐えることができる。
艦橋構造物は2層で、その上方に塔型のマストが設けられている。最初に建造されたワディ・ムラク級では、船体後半部はフラットで兵装を並べて搭載していたが、ラクシュマナ級では艦橋構造物の後方に連続した甲板室が設けられており、エスメラルダス級ではその甲板室を拡幅してその上面をヘリコプター甲板としている。なお、イラク海軍が発注していたヘリコプター搭載型では、ラクシュマナ級で後部甲板室とされていた部分を拡張して入れ子式のハンガーとするとともに、艦尾甲板室上にエスメラルダス級と同様の要領でヘリコプター甲板を設けていた。
主機関としては、ディーゼルエンジン4基とスクリュープロペラ4軸を搭載しており、主機関1基でそれぞれ1軸ずつを駆動する方式とされている。その機種としては、最初に建造されたワディ・ムラク級ではV型16気筒のMTU 16V956 TB91（出力4,100 hp (3,100 kW)）が採用されたが、のちの2艦級では、同系列だがV型20気筒でより大出力のMTU 20V956 TB92（出力6,100 hp (4,500 kW)）に変更された。

## 装備

### C4ISR
戦術情報処理装置は、全艦がIPN-10を搭載した。これは、イタリア海軍がSADOC-2として装備化しているものの輸出版である。ただしラクシュマナ級では、マレーシア海軍が購入する際に、後期建造艦2隻では改良型のIPN-S（IPN-20）に換装されたほか、戦術データ・リンクも、同国海軍が標準装備としているリンク Yに変更された。
捜索レーダーとしては、対空・対水上兼用の機種が1基のみ、マスト上に搭載される。機種は各クラスで異なっているがいずれもイタリアのセレニア社製で、ワディ・ムラク級では長距離捜索用のLバンドと低空警戒用のXバンドを併用するRAN-11L/X、ラクシュマナ級ではその改良型であるRAN-12L/X、エスメラルダス級ではSバンドのRAN-10Sが採用された。
ソナーとしては、ワディ・ムラク級とエスメラルダス級ではフランスのトムソンCSF社製のディオドン（12 kHz級）が搭載された。一方ラクシュマナ級では、イラク向けに建造された当初は同機種を搭載していたが、マレーシア海軍が購入する際に、ドイツ製のASO 84-41（12 kHz級）に換装されている。

### 武器システム
艦首甲板には、主砲としてオート・メラーラ 76 mm 砲が標準装備とされている。一方、上記の通り、船体後半部の設計は各クラスで差異が大きいため、装備の搭載要領も異なっている。高角機銃としては、ワディ・ムラク級では35mm連装機銃を、エスメラルダス級とラクシュマナ級では40mm連装機銃が採用された。装備位置は、ワディ・ムラク級とエスメラルダス級では艦尾甲板、ラクシュマナ級では後部甲板室上である。またエスメラルダス級とラクシュマナ級では、これらを補完する個艦防空ミサイル（短SAM）として、アルバトロスの4連装発射機を艦橋構造物後端に搭載している。
艦対艦ミサイルは、ワディ・ムラク級とエスメラルダス級では艦橋構造物と後部甲板室のあいだの中部甲板に、ラクシュマナ級では後部甲板室の後方の艦尾甲板に搭載されている。また機種としては、ワディ・ムラク級ではオトマットMk.1を連装発射筒に収容して、エスメラルダス級ではフランス製のエグゾセMM40を3連装発射筒に収容して、そしてラクシュマナ級ではオトマットMk.2を単装発射筒に収容して搭載している。

## 諸元表
|            | ワディ・ムラク級                                                 | エスメラルダス級                                                | ラクシュマナ級                                                  | ムーサ・イブン・ヌサイル級                                      |
| ---------- | ---------------------------------------------------------------- | --------------------------------------------------------------- | --------------------------------------------------------------- | --------------------------------------------------------------- |
| 基準排水量 | 547トン                                                          | 620トン                                                         | 630トン                                                         | 610トン                                                         |
| 満載排水量 | 630トン                                                          | 700トン                                                         | 705トン                                                         | 685トン                                                         |
| 全長       | 61.7 m                                                           | 62.3 m                                                          | 62.3 m                                                          | 62.3 m                                                          |
| 全幅       | 9.3 m                                                            | 9.3 m                                                           | 9.3 m                                                           | 9.3 m                                                           |
| 吃水       | 2.7 m                                                            | 2.8 m                                                           | 2.8 m                                                           | 2.8 m                                                           |
| 機関       | MTU 16V956 TB91 ディーゼルエンジン×4基 (計16,400 hp (12,200 kW)) | MTU 20V956 TB92ディーゼルエンジン×4基 (計24,400 hp (18,200 kW)) | MTU 20V956 TB92ディーゼルエンジン×4基 (計24,400 hp (18,200 kW)) | MTU 20V956 TB92ディーゼルエンジン×4基 (計24,400 hp (18,200 kW)) |
| 機関       | スクリュープロペラ×4軸                                           |                                                                 |                                                                 |                                                                 |
| 速力       | 34ノット                                                         | 37ノット                                                        | 37.5ノット                                                      | 37.5ノット                                                      |
| 航続距離   | 4,150海里 (18kt巡航時)                                           | 4,000海里 (18kt巡航時)                                          | 4,000海里 (18kt巡航時)                                          | 4,000海里 (18kt巡航時)                                          |
| 乗員       | 計58名                                                           | 計51名                                                          | 計51名                                                          | n/a                                                             |
| 兵装       | 76mm単装速射砲×1基                                               | 76mm単装速射砲×1基                                              | 76mm単装速射砲×1基                                              | 76mm単装速射砲×1基                                              |
| 兵装       | 35mm連装機銃×1基                                                 | 40mm連装機銃×1基                                                | 40mm連装機銃×1基                                                | ―                                                               |
| 兵装       | ―                                                                | アルバトロス短SAM 4連装発射機×1基                               | アルバトロス短SAM 4連装発射機×1基                               | アルバトロス短SAM 4連装発射機×1基                               |
| 兵装       | オトマットMk.1 SSM連装発射機×2基                                 | エグゾセMM40 SSM 3連装発射筒×2基                                | オトマットMk.2 SSM単装発射筒×6基                                | オトマットMk.2 SSM単装発射筒×2基                                |
| 兵装       | ―                                                                | ILAS-3 3連装短魚雷発射管×2基                                    | ILAS-3 3連装短魚雷発射管×2基                                    | ILAS-3 3連装短魚雷発射管×2基                                    |
| 艦載機     | ―                                                                | ベル 206ヘリコプター×1機                                        | ―                                                               | アグスタ A109ヘリコプター×1機                                   |
| C4I        | IPN-10戦術情報処理装置                                           | IPN-10戦術情報処理装置                                          | IPN-10戦術情報処理装置                                          | IPN-10戦術情報処理装置                                          |
| レーダー   | RAN-11L/X 対空対水上捜索用                                       | RAN-10S 対空対水上捜索用                                        | RAN-12L/X 対空対水上捜索用                                      | RAN-12L/X 対空対水上捜索用                                      |
| レーダー   | TM-1226 航海用                                                   | TM-1226 航海用                                                  | ヒューズ1007 航海用                                             | 3RM-20 航海用                                                   |
| レーダー   | RTN-10X×1基 (射撃指揮用)                                         | RTN-10X×1基 (射撃指揮用)                                        | RTN-10X×1基 (射撃指揮用)                                        | RTN-10X×2基 (射撃指揮用)                                        |
| レーダー   | ―                                                                | RTN-20X×1基 (射撃指揮用)                                        | ―                                                               | ―                                                               |
| ソナー     | TSM-2630                                                         | TSM-2630                                                        | ASO 84-41                                                       | TSM-2630                                                        |
| 電子戦     | INS-1 電波探知装置                                               | ニュートン・ガンマ 電波探知装置                                 | INS-3B 電波探知装置                                             | ニュートン・ガンマ 電波探知装置                                 |
| 電子戦     | SCLAR チャフ・フレア発射機×1基                                   |                                                                 |                                                                 |                                                                 |

## 同型艦一覧
| 運用者         | #     | 艦名                                                                    | 進水            | 就役            | 退役                                                |
| -------------- | ----- | ----------------------------------------------------------------------- | --------------- | --------------- | --------------------------------------------------- |
| リビア海軍     | C 412 | アサド・アル・ビハール Assad Al Bihar                                   | 1977年 4月29日  | 1977年 9月14日  | 1993年                                              |
| リビア海軍     | C 413 | アサド・アル・タジール Assad Al Tadjer                                  | 1978年 4月20日  | 1980年 2月12日  | 1993年                                              |
| リビア海軍     | C 414 | アサド・アル・カリジ Assad Al Kalij                                     | 1978年 12月15日 | 1981年 3月28日  | 1993年                                              |
| リビア海軍     | C 415 | アサド・アル・フタッド Assad Al Hudud                                   | 1979年 6月21日  | 1981年 3月28日  | 1993年                                              |
| エクアドル海軍 | CM-11 | エスメラルダス BAE Esmeraldas                                           | 1980年 10月5日  | 1982年 8月7日   | 就役中                                              |
| エクアドル海軍 | CM-12 | マナビ BAE Manabi                                                       | 1981年 2月5日   | 1983年 6月21日  | 就役中                                              |
| エクアドル海軍 | CM-13 | ロス・リオス BAE Los Ríos                                               | 1981年 2月28日  | 1983年 10月1日  | 就役中                                              |
| エクアドル海軍 | CM-14 | エル・オロ BAE El Oro                                                   | 1981年 2月5日   | 1983年 12月10日 | 就役中                                              |
| エクアドル海軍 | CM-15 | ロス・ガラパゴス BAE Los Galapagos                                      | 1981年 7月5日   | 1984年 5月26日  | 就役中                                              |
| エクアドル海軍 | CM-16 | ロハ BAE Loja                                                           | 1982年 2月27日  | 1984年 5月26日  | 就役中                                              |
| イラク海軍     | F 210 | ムーサ・イブン・ヌサイル Mussa Ben Nussair                              | 1982年 12月16日 | 1986年 9月17日  | イラクへ回航されず、 イタリアで保管中               |
| イラク海軍     | F 212 | ターリク・イブン・ズィヤード Tariq Ibn Ziyad                            | 1982年 5月20日  | 1986年 10月29日 | イラクへ回航されず、 イタリアで保管中               |
| イラク海軍     | F 214 | アブドラ・イブン・アビ・セラ Abdullah ibn Abi Serh                      | 1983年 7月5日   | 1987年          | イラクへ回航されず、 1997年よりマレーシア海軍へ売却 |
| イラク海軍     | F 216 | ハーリド・イブン・アル＝ワリード Khalid ibn al Walid                    | 1983年 7月5日   | 1987年          | イラクへ回航されず、 1997年よりマレーシア海軍へ売却 |
| イラク海軍     | F 218 | サード・イブン・アビ・ワッカード Saad ibn abi Wakkad                    | 1983年 12月30日 | 1987年          | イラクへ回航されず、 1997年よりマレーシア海軍へ売却 |
| イラク海軍     | F 220 | サラー・アルディン・アユービ Salah Aldin Ayoobi                         | 1984年 3月30日  | 1987年          | イラクへ回航されず、 1997年よりマレーシア海軍へ売却 |
| マレーシア海軍 | F 134 | ラクシュマナ・ハン・ナディム KD Laksamana Hang Nadim                    | 1983年 7月5日   | 1997年 7月28日  | 就役中                                              |
| マレーシア海軍 | F135  | ラクシュマナ・トゥン・アブドゥル・ジャミル KD Laksamana Tun Abdul Jamil | 1983年 12月30日 | 1997年 7月28日  | 就役中                                              |
| マレーシア海軍 | F 136 | ラクシュマナ・モハメド・アミン KD Laksamana Muhammed Amin               | 1983年 7月5日   | 1999年 7月      | 就役中                                              |
| マレーシア海軍 | F 137 | ラクシュマナ・タン・プスマー KD Laksamana Tan Pusmah                    | 1984年 3月30日  | 1999年 7月      | 就役中                                              |